# BRD4

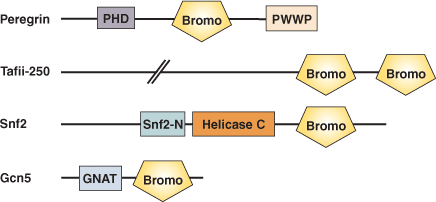
Diagrama simplificado do Dominio do bromo

BRD4 é uma proteína do dominio-bromo com terminal extra (BET) e é um inibidor endógeno de resposta de danos no DNA. A protenia BRD4, semelhante a outros membros da família BET, contém dois dominio-bromo que reconhecem resíduos de lisina acetilada.
BRD4 tem como função atenuar a resposta a danos no ADN através da promoção de uma estrutura de cromatina fechada. Mediante a radiação ionizante, a BRD4 isoforma B  se liga a histonas acetiladas e recruta o grande complexo proteico, condensin II, e desta form pode aumentar a resposta de sinalização de danos de ADN e promover a radiorresistência

## Doenças
A participação conhecida ou previsível do gene BRD4 nas doenças humanas é relacionada a um raro, agressivo e letal carcinoma proveniente de órgãos da linha média de jovens. O gene BRD4 está localizado no braço curto do cromossoma 19 (P) na posição 13.1. Mais precisamente, o gene BRD4 está localizada a partir do par de bases 15.236.835 a 15.332.542 de pares de bases no cromossoma 19.